# San Isidro de Dueñas
San Isidro de Dueñas es una localidad española del municipio de Dueñas, en la provincia de Palencia, Castilla y León. 
La localidad está formada por el monasterio de San Isidro y un conjunto de viviendas.

## Situación
Se encuentra en la antigua N-620, y próxima a la autovía A-62, a 5 km de Dueñas, la capital del municipio al que pertenece, y a 13 km de Palencia, la capital provincial.
Se halla bordeada por los ríos Carrión y  Pisuerga.

## Demografía
Evolución de la población en el siglo XXI
| Gráfica de evolución demográfica de San Isidro de Dueñas entre 2000 y 2020 |
|                                                                            |
| Población de derecho (2000-2020) según el padrón municipal del INE         |

## Patrimonio

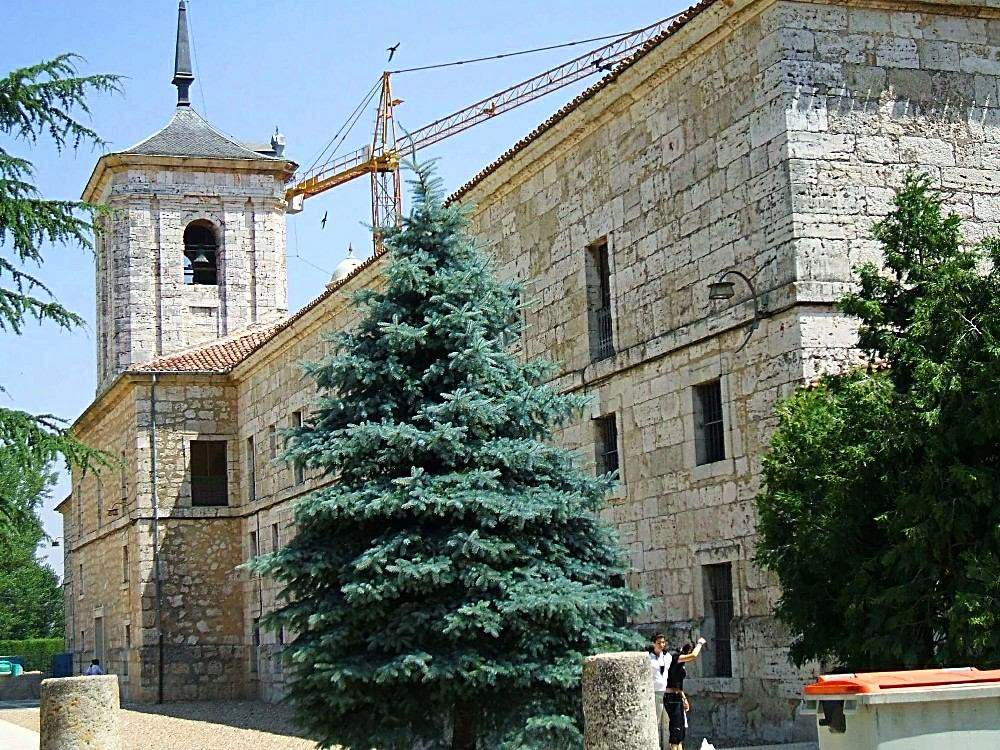
Monasterio de "La Trapa"

- Monasterio de San Isidro de Dueñas, conocido como "La Trapa".
- Puente de San Isidro de Dueñas

## Festividades
- La iglesia está dedicada a San Isidoro, mártir, cuya festividad se celebra el 14 de mayo.
- Romería de San Isidro Labrador: El día 15 de mayo acuden los vecinos de Dueñas con carrozas engalanadas hasta la explanada del monasterio. Una vez allí se celebra una Misa solemne seguida de celebraciones populares.
- Jueves Santo: día en el que antaño los monjes del monasterio repartían chocolate; desde el año 1960 esta tradición la ha asimilado la empresa propietaria de la fábrica de chocolate.